# 毛在
毛在（1544年—？），字君明，直隸太倉州（今江苏太仓市）人，匠籍，明朝政治人物。

## 生平
應天府鄉試第十四名。萬曆二年（1574年），登甲戌科會試第一百三十名，廷試第三甲第六十八名進士。授建昌府推官，八年復除金華府推官，官至大理寺右丞。

## 家族
曾祖父毛淵，恩例冠帶；祖父毛希秉；父毛與存。母李氏。具庆下。